# Wilson Betemit
 (mars 2016).
Si vous disposez d'ouvrages ou d'articles de référence ou si vous connaissez des sites web de qualité traitant du thème abordé ici, merci de compléter l'article en donnant les références utiles à sa vérifiabilité et en les liant à la section « Notes et références ».
Wilson Betemit (né le 2 novembre 1981 à Saint-Domingue, République dominicaine) est un ancien joueur de troisième but des Ligues majeures de baseball.

## Carrière

### Braves d'Atlanta (1997-2006)
Betemit est diplômé en 1996 à l'école secondaire Juan Bautista Safra, où il joue au baseball. Le 28 juillet 1996, il signe son premier contrat professionnel à 14 ans en tant qu'un arrêt-court par les Braves d'Atlanta.
Betemit commence sa carrière professionnelle en 1997 avec les Gulf Coast Braves.
En 1999, il est nommé joueur de l'année pour les Braves de Danville en Appalachian League. Il est aussi élu meilleur arrêt-court de la ligue avec une moyenne au bâton de ,320 en 67 parties, malgré 33 erreurs commises en défense.
En 2000, avec les Jammers de Jamestown, il frappe dans une moyenne de ,331. Il apparaît au début 2000 sur la liste des 100 meilleurs prospects du magazine Baseball America en 99e position, puis est classé 29e en 2001, 8e en 2002 et 49e en 2003.
Betemit commence la saison 2001 avec les Pelicans de Myrtle Beach en Carolina League (niveau A+). Il est promu au milieu de la saison aux Braves de Greenville en Southern League. Il frappe avec une moyenne de ,355 avec Greenville. Il est également nommé joueur de l'année des ligues mineures des Braves[réf. nécessaire].
Promu aux Braves d'Atlanta, il fait sa première apparition en Ligue majeure le 18 septembre 2001 contre les Phillies de Philadelphie. En 8 matchs, il ne réussit aucun coup sûr pour deux buts-sur-balles et 3 retraits sur des prises.
En 2002, il est promu en Ligue internationale avec les Braves de Richmond pour commencer la saison, mais il reste sur le banc pour la majorité de la saison en raison de nombreuses blessures[réf. nécessaire]. Il passe également la plupart des saisons 2003 et 2004 avec Richmond, mais apparaît lors de 22 matchs avec les Braves d'Atlanta en 2004, enregistrant son premier coup sûr le 8 mai contre les Astros de Houston.
Betemit est finalement promu en Ligue majeure comme joueur de champ intérieur des Braves d'Atlanta. Il frappe avec une moyenne de ,305 en 115 matchs. Il frappe son premier coup de circuit en carrière le 27 avril contre le lanceur Tom Glavine des Mets de New York.
Pendant l'inter-saison, après le départ de Rafael Furcal, l'arrêt-court des Braves, Betemit est considéré pour occuper ce poste vacant. Cependant, le poste fut attribué à Edgar Rentería arrivant tout droit des Red Sox de Boston. Betemit continua de jouer un rôle important en tant que remplaçant pour les joueurs de champ intérieur des Braves.

### Dodgers de Los Angeles (2006-2007)
Le 28 juillet 2006, Betemit est échangé aux Dodgers de Los Angeles contre le lanceur de relève Danys Báez et le joueur de champ intérieur Willy Aybar. Il fait sa première apparition pour les Dodgers le 30 juillet 2006, jouant en troisième base contre les Nationals de Washington. Il aurait dû être titulaire au poste de troisième but des Dodgers en 2007, mais de nombreuses erreurs et des performances médiocres lui coûtent le poste[réf. nécessaire].

### Yankees de New York (2007-2008)
Le 31 juillet 2007, les Dodgers envoient Betemit aux Yankees de New York en échange du lanceur de relève Scott Proctor. Le 2 août 2007, Betemit frappe un coup de circuit lors de sa première apparition à la batte en tant que Yankees et reçoit une ovation des spectateurs. Lors de son entrée sur le terrain la chanson Better Man de Pearl Jam est jouée[réf. nécessaire]. 

### White Sox de Chicago (2009)
Wilson Betemit rejoint les White Sox le 13 novembre 2008. Il est libéré de son contrat le 3 juin 2009.

### Royals de Kansas City (2010-2011)
Betemit signe un contrat de ligues mineures chez les Royals de Kansas City le 12 novembre 2009. Il commence la saison en Triple-A avec les Royals d'Omaha avant de retrouver les terrains de Ligue majeure à partir du 25 mai 2010.

### Tigers de Detroit (2011)
Le 20 juillet 2011, Betemit est échangé aux Tigers de Detroit en retour de deux joueurs des ligues mineures, Antonio Cruz et Julio Rodriguez. Frappant pour ,292 à Detroit avec 19 points produits en 40 matchs, il termine la saison avec une 46 points produits et une moyenne au bâton de 285 en 97 parties jouées au total pour les Royals et les Tigers.

### Orioles de Baltimore (depuis 2012)
Le 24 janvier 2012, Betemit signe un contrat de 3,25 millions de dollars pour deux saisons avec les Orioles de Baltimore. Il y joue ses deux dernières campagnes en 2012 et 2013.

## Statistiques
| Saison | Équipe      | G   | AB   | R   | H   | 2B | 3B | HR | RBI | SB | BA   |
| ------ | ----------- | --- | ---- | --- | --- | -- | -- | -- | --- | -- | ---- |
| 2001   | Atlanta     | 8   | 3    | 1   | 0   | 0  | 0  | 0  | 0   | 1  | .000 |
| 2004   | Atlanta     | 22  | 47   | 2   | 8   | 0  | 0  | 0  | 3   | 0  | .170 |
| 2005   | Atlanta     | 115 | 246  | 36  | 75  | 12 | 4  | 4  | 20  | 1  | .305 |
| 2006   | Atlanta     | 88  | 199  | 30  | 56  | 16 | 0  | 9  | 29  | 2  | .281 |
| 2006   | LA Dodgers  | 55  | 174  | 19  | 42  | 7  | 0  | 9  | 24  | 1  | .241 |
| 2007   | LA Dodgers  | 84  | 156  | 22  | 36  | 8  | 0  | 10 | 26  | 0  | .231 |
| 2007   | NY Yankees  | 37  | 84   | 11  | 19  | 4  | 0  | 4  | 24  | 0  | .226 |
| 2008   | NY Yankees  | 87  | 189  | 24  | 50  | 13 | 0  | 6  | 25  | 0  | .265 |
| 2009   | Chicago WS  | 20  | 45   | 2   | 9   | 5  | 0  | 0  | 3   | 0  | .200 |
| 2010   | Kansas City | 84  | 276  | 36  | 82  | 20 | 0  | 13 | 43  | 0  | .297 |
| Totaux | Totaux      | 600 | 1419 | 183 | 377 | 85 | 4  | 55 | 197 | 5  | .266 |

| Saison | Équipe     | G | AB | R | H | 2B | 3B | HR | RBI | SB | BA   |
| ------ | ---------- | - | -- | - | - | -- | -- | -- | --- | -- | ---- |
| 2004   | Atlanta    | 1 | 0  | 0 | 0 | 0  | 0  | 0  | 0   | 0  |      |
| 2005   | Atlanta    | 2 | 2  | 0 | 1 | 0  | 0  | 0  | 0   | 0  | .500 |
| 2006   | LA Dodgers | 3 | 8  | 3 | 4 | 1  | 0  | 1  | 1   | 0  | .500 |
| Totaux | Totaux     | 6 | 10 | 3 | 5 | 1  | 0  | 1  | 1   | 0  | .500 |

Note : G = Matches joués ; AB = Passages au bâton; R = Points ; H = Coups sûrs ; 2B = Doubles ; 3B = Triples ; 
HR = Coup de circuit ; RBI = Points produits ; SB = Buts volés ; BA = Moyenne au bâton.